# Kulebaki
Kulebaki (russisch Кулебаки) ist eine Stadt in der Oblast Nischni Nowgorod (Russland) mit 35.759 Einwohnern (Stand 14. Oktober 2010).

## Geografie und Verkehr
Die Stadt liegt in der Meschtschoraniederung etwa 190 km südwestlich der Oblasthauptstadt Nischni Nowgorod unweit des Zusammenflusses von Oka und Tjoscha. Kulebaki ist Verwaltungszentrum des gleichnamigen Rajons.
Die Stadt liegt ist Endpunkt einer 28 Kilometer langen Eisenbahnstrecke, welche in Nawaschino von der Strecke Moskau–Arsamas–Kasan abzweigt. Diese Strecke wird ausschließlich für Güterverkehr genutzt. Durch Kulebaki führt auch die Fernstraße R72 (Wladimir–Murom–Arsamas).

## Geschichte
Das Dorf Kulebaki wurde erstmals 1719 urkundlich erwähnt und im Jahr 1781 wurde es Kirchdorf. Der Ort ist nach der seit dem 15. Jahrhundert in der Gegend nachgewiesenen Familie Kulebakin benannt.
1866 entstand das Kulebakier metallurgische Werk auf Grundlage lokaler Eisenerzvorkommen. 1877 wurde der erste Siemens-Martin-Ofen als einer der ersten Russlands in Betrieb genommen. Im Jahre 1900 lag das Werk nach seinem Produktionsumfang (Band- und Walzstahl, Eisenbahnschienen, Stahl- und Gusseisenerzeugnisse) nach dem Sormowo-Werk in Nischni Nowgorod an zweiter Stelle.
1932 wurde Kulebaki das Stadtrecht verliehen. In Kulebaki bestand das Kriegsgefangenenlager 320 für deutsche Kriegsgefangene des Zweiten Weltkriegs.

### Bevölkerungsentwicklung
| Jahr | Einwohner |
| ---- | --------- |
| 1939 | 32.837    |
| 1959 | 44.720    |
| 1970 | 46.252    |
| 1979 | 48.135    |
| 1989 | 45.727    |
| 2002 | 39.072    |
| 2010 | 35.759    |

Anmerkung: Volkszählungsdaten

## Kultur und Sehenswürdigkeiten

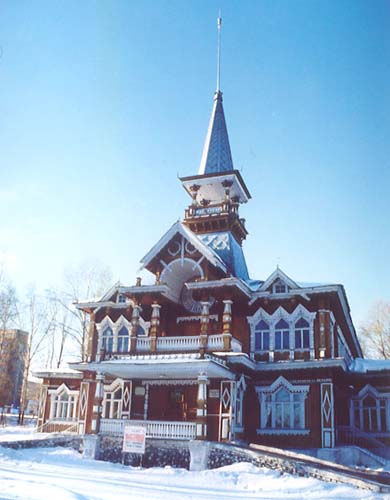
Museum in Kulebaki

Im Stadtzentrum ist ein Teil der hölzernen Bebauung aus dem 19. Jahrhundert erhalten, größtenteils Wohnhäuser, aber auch das repräsentative ehemalige Volkshaus, welches ursprünglich als Pavillon für die Allrussische Industrie- und Handwerksausstellung 1896 in Nischni Nowgorod erbaut und nach deren Ende nach Kulebaki umgesetzt wurde.
Beim Metallurgischen Werk gibt es ein Museum zu seiner Geschichte und der Geschichte der Eisen- und Metallverhüttung in der Region.

## Wirtschaft
Neben dem Metallurgischen Werk, heute Ruspolimet AG, gibt es Betriebe der Textil- und Lebensmittelindustrie und der Bauwirtschaft.
Gut zehn Kilometer westlich der Stadt liegt der Militärflugplatz Sawasleika.

## Söhne und Töchter der Stadt
- Klawdija Kirsanowa (1887–1947), Revolutionärin
- Artur Nischtschjonkin (1931–2001), Schauspieler
- Wiktor Ljoskin (1953–2002), Eisschnellläufer
- Jelena Afanassjewa (* 1967), Mittelstreckenläuferin